# ال سیریتو، شهرستان ریورساید، کالیفرنیا
ال سیریتو (به انگلیسی: El Cerrito) یک منطقهٔ مسکونی در ایالات متحده آمریکا است که در شهرستان ریورساید، کالیفرنیا واقع شده‌است. ال سیریتو ۷٫۱۹۴ کیلومتر مربع مساحت و ۵٬۱۰۰ نفر جمعیت دارد و ۲۶۲ متر بالاتر از سطح دریا واقع شده‌است.